# Culex europaeus
Culex europaeus is een muggensoort uit de familie van de steekmuggen (Culicidae). De wetenschappelijke naam van de soort is voor het eerst geldig gepubliceerd in 2003 door da Cunha Ramos, Ribeiro & Harrison.